# Matthäus-Runtinger-Medaille
Die Matthäus-Runtinger-Medaille ist eine 1980 erstmals von der Stadt Regensburg verliehene Auszeichnung an Persönlichkeiten, die sich auf dem Gebiet der Wirtschaft, der Gesellschaft, im Arbeitsleben oder im vorpolitischen Raum große Verdienste um das Wohl oder das Ansehen der Stadt erworben haben.
Der Stadtratsbeschluss für die Verleihung erfolgte am 26. Juli 1979. Namensgeber ist der Kaufherr, Stadtbaumeister und Archivar Matthäus Runtinger (um 1350–1407).
Auf Kritik stieß 2013 die Verleihung der Auszeichnung an den umstrittenen Reinigungsunternehmer Karlheinz Götz bei den Stadträten Richard Spieß und Irmgard Freihoffer (beide Die Linke) sowie bei Reinhard Peter, dem Gewerkschaftssekretär bei der IG Bau.

## Träger
| Jahr | Preisträger |
| ---- | --- |
| 2019 | Peter Küspert (Präsident des Bayerischen Verfassungsgerichtshofes) |
| 2016 | Christian und Stefan Aumüller (beide Geschäftsführer Aumüller Druck) |
| 2014 | Claus Kellnberger (Unternehmer) |
| 2013 | Wolfgang Dehen (Vorstandsvorsitzender Osram AG), Karlheinz Götz (Unternehmer) |
| 2010 | Hussein Khalil (Unternehmer OneVision Software AG) |
| 2009 | Dieter Dallmeier (Präsident und CEO Dallmeier electronic) |
| 2006 | Franz Wunderlich (Geschäftsführer Händlmaier) |
| 2005 | Harro M. Lührmann (Technischer Geschäftsführer Maschinenfabrik Reinhausen u. Ehrensenator FH Regensburg) |
| 2003 | Walter Meyer (Erster Bevollmächtigter IG Metall Verwaltungsstelle Regensburg) |
| 1999 | Oswald Zitzelsberger (Unternehmer) |
| 1997 | Günter G. Seip (Werkleiter Siemens AG Regensburg) |
| 1996 | Walter Kunerth (Professor und Mitglied Siemens-Zentralvorstand), Jürgen Knorr (Mitglied Siemens-Vorstand) |
| 1993 | Robert Eckert (Unternehmer Eckert Schulen), Walter Siegert (Prälat und Landescaritasdirektor) |
| 1992 | Rudolf Aschenbrenner (Ingenieur und Geschäftsführer Starkstrom-Gerätebau) |
| 1990 | Helmut Wilhelm (Hauptgeschäftsführer VWA Ostbayern) |
| 1989 | Alfred Strohmaier (Buchhändler) |
| 1988 | Wolfgang Jepsen (Geschäftsführer Jepsen Autogruppe), Fritz Helmberger (Geschäftsführer), Karin Helmberger (Geschäftsführerin) |
| 1987 | Peter Pfeiffer (Vorstandsmitglied Bayerische Vereinsbank), Johann Vielberth (Geschäftsführender Gesellschafter Donau-Einkaufszentrum GmbH und Gewerbepark GmbH) |
| 1986 | Helmut Brüchner (Möbelunternehmer), Hans Hagedorn (Elektroingenieur), Johann Scheid (Präsident HWK Niederbayern-Oberpfalz), Günther Wittstock (Betriebsratsvorsitzender) |
| 1984 | Egon Scheubeck (Geschäftsführer Maschinenfabrik Reinhausen), Günter Jacobi (Rechtsanwalt), Dieter Hendel (Diplomingenieur und Leiter BMW-Werk Regensburg), Otto Braun (Betriebsratsvorsitzender) |
| 1983 | Karl Kaiser (Textilkaufmann), Gotthard Myrtha (Unternehmer Schaufensterbau), Helmut Harbauer (Betriebsrat) |
| 1982 | Georg Hegenauer (Holzhändler und Stifter) |
| 1981 | Franz Sieber (Unternehmer), Josef Filius (DGB-Kreisvorsitzender), Hildegard Anke (Bürgermeisterin) |
| 1980 | Sofie Kneitinger (Brauereibesitzerin und Stifterin), Karl Kaiser, Heinrich Schlägel (Direktor und Leiter Installationsgerätewerk der Siemens-Schuckertwerke), Karl Daxl (Geschäftsinhaber), Willy Lersch (Präsident der IHK Regensburg), Florian Weber (Vorsitzender Stadtverband der Kleingärtner Regensburg) |